# Pseudoceratina durissima
Pseudoceratina durissima är en svampdjursart som beskrevs av Carter 1885. Pseudoceratina durissima ingår i släktet Pseudoceratina och familjen Pseudoceratinidae. Utöver nominatformen finns också underarten P. d. grisea.